# Vigindas Petkevičius
Vigindas Petkevičius (auch unter dem Namen Vygindas Petkevičius bekannt; * 30. November 1970 in Kaunas, Litauische SSSR) ist ein aus Litauen stammender ehemaliger deutscher Handballspieler und -trainer sowie heutiger -schiedsrichter.

## Karriere
Der mittlere Rückraumspieler begann 1973 in seiner Heimatstadt bei Granitas Kaunas mit dem Handballspielen und wurde 1990 litauischer Meister. Nach einem Turnier in den Niederlanden setzte sich Petkevičius bei der Durchreise in Berlin von seiner Mannschaft ab und schloss sich dem Bundesligisten SC Magdeburg an. In der Rückrunde der Saison 1992/93 wurde er an Zweitligist FSV 1895 Magdeburg ausgeliehen. Mit dem SC Magdeburg wurde er 1996 DHB-Pokalsieger. 1999 folgte der Wechsel zu Zweitligist SG Solingen, mit dem er bereits im ersten Jahr den Aufstieg in die Bundesliga feiern konnte. Am Ende der Saison 2001/02 stieg er mit dem Verein wieder ab und wechselte für eine Saison zur HSG Düsseldorf, mit der er seinen zweiten Bundesliga-Aufstieg aber verpasste. Ein weiterer Aufstieg gelang ihm jedoch ein Jahr später mit der SG Werratal 92 als Regionalliga-Meister. Trotz des sportlichen Klassenerhalts in der Folgesaison musste der Verein aufgrund eines Lizenzentzuges wieder absteigen und löste sich komplett auf. Daraufhin wurde Petkevičius von Oberligist LiT Handball Nordhemmern/Mindenerwald als Spielertrainer verpflichtet. Auf Anhieb wurde der Aufstieg in die Regionalliga geschafft und in der Saison 2006/07 ein dritter Platz erreicht. Danach schloss er sich zunächst Oberliga-Absteiger HCE Bad Oeynhausen an, verließ den Verein jedoch wenige Tage vor dem Saisonstart wieder, um ein Angebot als Spielertrainer des Verbandsligisten HSG Katlenburg/Wachenhausen anzunehmen. Die Mannschaft wurde jedoch im Februar 2008 vom Spielbetrieb zurückgezogen und Petkevičius trainierte von 2008 bis November 2010 den Schweizer Verein KTV Visp. Seitdem hat er keine Mannschaft mehr trainiert, sondern wurde Handballschiedsrichter.
Je nach Quelle absolvierte er zwischen 20 und 35 Junioren-Länderspiele für die Sowjetunion und zwischen 16 und 30 Länderspielen für die litauische Nationalmannschaft. Nach seiner Einbürgerung am 3. September 1993 bestritt Petkevičius von 1994 bis 1996 63 Spiele für die deutsche Nationalmannschaft und erzielte dabei 126 Tore. Er nahm an der Weltmeisterschaft 1995 und der Europameisterschaft 1996 teil. Die Olympischen Spiele 1996 verpasste er aufgrund einer Daumenverletzung.

## Erfolge
- Litauischer Meister (1): 1990
- DHB-Pokalsieger (1): 1996
- Aufstieg in die Bundesliga (1): 2000
- Aufstieg in die 2. Bundesliga (1): 2004
- Aufstieg in die Regionalliga (1): 2006